# Edenbergen
Edenbergen ist ein Dorf und Stadtteil von Gersthofen im schwäbischen Landkreis Augsburg in Bayern. Am 31. Juli 2021 lebten im Ort, zu dessen Gemarkung auch der Weiler Gailenbach und die Gailenbacher Mühle gehören, 301 Einwohner.
Neben dem Schloss Gailenbach, das bis zum Beginn des 20. Jahrhunderts von Familien des Augsburger Patriziats bewohnt wurde, ist Edenbergen vor allem auch durch die gleichnamige Autobahnraststätte an der Bundesautobahn A 8 bekannt.

## Geographie

### Lage
Edenbergen liegt auf einer Höhe von bis zu 476 m ü. NN auf einem Höhenrücken, der nach Norden vom Tal des Böglebachs und nach Süden vom Tal des Gailenbachs begrenzt wird. Der Böglebach wird aus naheliegenden Gründen auch Nebelbach genannt, der Gailenbach ist nach seiner gleichnamigen Quelle auch als Schwefelbach bekannt. Beide Bäche durchfließen die Gemarkung des Dorfes von Westen nach Osten und münden in die Schmutter, welche in Süd-Nord-Richtung am östlichen Rand der Edenberger Gemarkung fließt. An diesem Fluss liegt die Gailenbacher Mühle, die wie auch der südöstlich der geschlossenen Bebauung des Dorfes gelegene Weiler Gailenbach zur Gemarkung Edenbergens gehört.
Die Gemarkung des Dorfes zieht sich in einem langen, schmalen Streifen vom im Osten gelegenen Tal der Schmutter nach Westen in den Naturpark „Augsburg – Westliche Wälder“ hinein. Dementsprechend sind etwa 217 Hektar und damit fast die Hälfte der Fläche der Gemarkung, die insgesamt 441,46 Hektar umfasst, bewaldet. Direkte Nachbargemeinden sind im Norden Rettenbergen, im Osten Batzenhofen, im Süden Täfertingen und Aystetten und im Westen Adelsried. Augsburg als nächstgelegene Großstadt ist etwa sieben Kilometer Luftlinie entfernt. Im Süden verläuft über eine weite Strecke der Gemarkung die Autobahn A 8 (München – Augsburg – Stuttgart).

### Klima
|                       | Jan  | Feb  | Mär  | Apr  | Mai  | Jun  | Jul  | Aug  | Sep  | Okt  | Nov | Dez  |   |      |
| Mittl. Tagesmax. (°C) | 1,4  | 3,6  | 8,3  | 12,8 | 17,7 | 20,8 | 23,0 | 22,6 | 19,3 | 13,4 | 6,5 | 2,4  | ⌀ | 12,7 |
| Mittl. Tagesmin. (°C) | −4,2 | −3,2 | −0,2 | 3,0  | 7,2  | 10,6 | 12,3 | 11,9 | 8,9  | 4,8  | 0,4 | −2,9 | ⌀ | 4,1  |
|                       |      |      |      |      |      |      |      |      |      |      |     |      |   |      |
| Niederschlag (mm)     | 46   | 47   | 45   | 65   | 88   | 109  | 90   | 93   | 67   | 52   | 59  | 50   | Σ | 811  |
|                       |      |      |      |      |      |      |      |      |      |      |     |      |   |      |
| Sonnenstunden (h/d)   | 1,8  | 2,9  | 4,1  | 5,3  | 6,5  | 7,2  | 7,8  | 6,9  | 5,7  | 3,7  | 2,1 | 1,5  | ⌀ | 4,6  |
|                       |      |      |      |      |      |      |      |      |      |      |     |      |   |      |
| Regentage (d)         | 11   | 10   | 10   | 11   | 12   | 13   | 12   | 11   | 8    | 8    | 10  | 10   | Σ | 126  |
|                       |      |      |      |      |      |      |      |      |      |      |     |      |   |      |
| Luftfeuchtigkeit (%)  | 85   | 82   | 76   | 72   | 71   | 72   | 71   | 74   | 78   | 83   | 85  | 85   | ⌀ | 77,8 |

| −4,2 |

| −3,2 |

| −0,2 |

| 3,0 |

| 7,2 |

| 10,6 |

| 12,3 |

| 11,9 |

| 8,9 |

| 4,8 |

| 0,4 |

| −2,9 |

| −4,2 |

| −3,2 |

| −0,2 |

| 3,0 |

| 7,2 |

| 10,6 |

| 12,3 |

| 11,9 |

| 8,9 |

| 4,8 |

| 0,4 |

| −2,9 |

Edenbergen befindet sich in der kühlgemäßigten Klimazone am Übergangsbereich zwischen dem ozeanischen Klima Westeuropas und dem Kontinentalklima Osteuropas, wodurch sich das Wetter relativ wechselhaft darstellt. Die Sommerzeiten sind warm, aber nicht übermäßig heiß; in den Wintermonaten kommt es zu Frostepisoden, übermäßige Kältephasen treten aber selten auf. Größere Niederschlagsmengen sind vor allem von Juni bis August zu verzeichnen. Über längere Zeit anhaltende Trockenperioden treten vor allem im Spätsommer und Frühherbst auf. Die Temperatur beträgt im Jahresmittel etwa 8,4 Grad Celsius, die jährliche Niederschlagsmenge etwa 811 Millimeter.
Lokal haben vor allem die Täler des im Norden verlaufenden Bögle- und des im Süden verlaufenden Gailenbachs Bedeutung. Hierdurch kommt es insbesondere in der Herbstzeit häufig zu Nebeltagen. Daneben war Edenbergen in seiner Geschichte bedingt durch die Lage zwischen den beiden genannten Bächen sowie der Schmutter bei Unwetterlagen schon mehrmals von Hochwassersituationen betroffen, die insbesondere in den letzten Jahren zu einem Ausbau der entsprechenden protektiven Strukturen führten.
Im Bereich des Höhenrückens bietet sich vom östlichen Ortsrand aus eine gute Fernsicht auf den Ballungsraum Augsburg, die insbesondere durch den Einfluss des Alpenföhns wesentlich ausgedehnt werden kann: Durch sehr warme und trockene Luftströmungen, die aus südlicher Richtung über das Alpenvorland und das Lechfeld ziehen, können von hier aus auch die Allgäuer und Bayerischen Alpen zu sehen sein.

## Bevölkerung

### Demographie
Edenbergen ist der kleinste Stadtteil Gersthofens und macht nur etwa 1,5 Prozent der gesamten Einwohnerzahl der Stadt aus. Am 1. Juli 2009 lebten im Bereich der Gemarkung insgesamt 304 Menschen mit Haupt- und Nebenwohnsitz, von denen 148 Bewohner weiblichen und 156 männlichen Geschlechts waren – das entspricht einem Frauenanteil von 48,7 Prozent. Zu diesem Zeitpunkt betrug die Bevölkerungsdichte damit 69 Einwohner pro Quadratkilometer. Nach einem zeitweisen Anstieg der Einwohnerzahl bis auf 337 am 31. Dezember 2015 fiel diese wieder etwas ab, so dass Edenbergen zum 31. Juli 2021 301 Einwohner hatte.

### Entwicklung der Einwohnerzahl

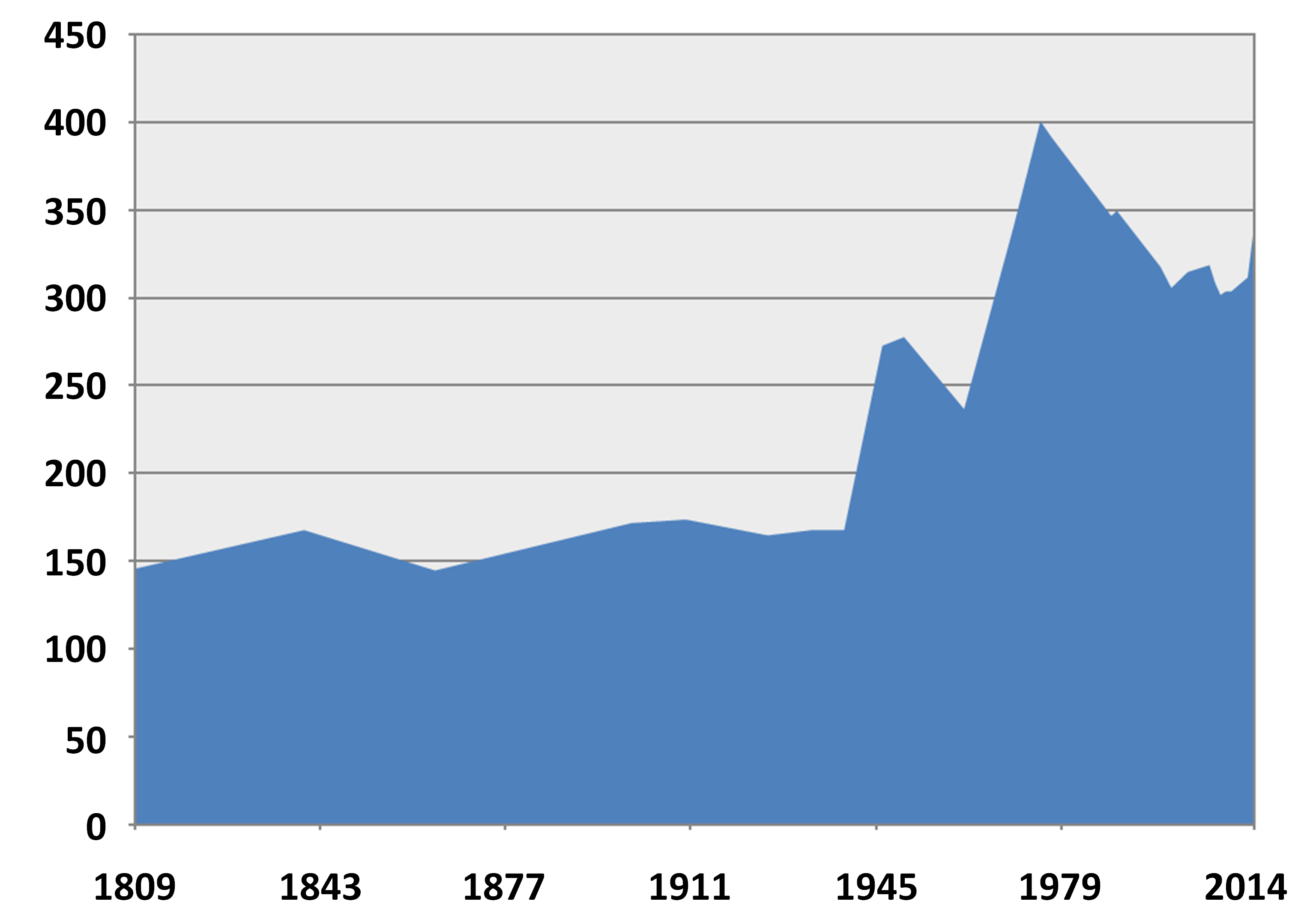
Einwohnerentwicklung von Edenbergen

| Jahr | Einwohner |
| ---- | --------- |
| 1809 | 146       |
| 1840 | 168       |
| 1864 | 145       |
| 1900 | 172       |
| 1910 | 174       |
| 1925 | 165       |

| Jahr | Einwohner |
| ---- | --------- |
| 1933 | 168       |
| 1939 | 168       |
| 1946 | 273       |
| 1950 | 278       |
| 1961 | 237       |
| 1970 | 340       |

| Jahr | Einwohner |
| ---- | --------- |
| 1975 | 401       |
| 1977 | 392       |
| 1987 | 351       |
| 1988 | 347       |
| 1989 | 350       |
| 1997 | 318       |

| Jahr | Einwohner |
| ---- | --------- |
| 1999 | 306       |
| 2002 | 315       |
| 2005 | 318       |
| 2006 | 319       |
| 2007 | 309       |
| 2008 | 302       |

| Jahr | Einwohner |
| ---- | --------- |
| 2009 | 304       |
| 2010 | 304       |
| 2013 | 312       |
| 2014 | 316       |
| 2015 | 337       |
| 2019 | 315       |

### Religionen
Die Bewohner des Dorfes sind mehrheitlich römisch-katholischen Glaubens und gehören der Pfarrei Sankt Martin im benachbarten Batzenhofen an, die Teil des Dekanates Augsburg-Land im Bistum Augsburg ist. Edenbergen besitzt keine eigene Kirche, dafür befinden sich im Bereich der Gemarkung insgesamt drei Marienkapellen.
Die protestantischen Bürger Edenbergens gehören einer evangelisch-lutherischen Diasporagemeinde um die Bekenntniskirche in Gersthofen an, welche neben den anderen Stadtteilen außerdem die Gemeinden Gablingen, Heretsried und Langweid am Lech umfasst.

## Geschichte

### Edenbergen
Edenbergen wurde vermutlich im 11. Jahrhundert von Batzenhofen aus auf dem gerodeten Ödland des Höhenrückens zwischen Bögle- und Gailenbach gegründet, was sich in dem heute bestehenden Ortsnamen widerspiegelt, der in dieser Form seit 1475 belegt ist. Bis dahin wird von dem Dorf in verschiedenen Abwandlungen als „Bergen“, „Bergen by Patzenhouen“ (dem heutigen Batzenhofen) und ab 1405 als „Oedenberg in Patzenhouer pfarr“ berichtet. Der Name „Bergen“ als Kurzform ist allerdings auch noch heutzutage vor allem unter den älteren Bewohnern des Dorfes üblich.
Erste schriftliche Erwähnungen des Ortes, der damals zur Urmark Hirblingen gehörte, finden sich in den Jahren 1126 und 1179 in Urkunden des Klosters Sankt Ulrich in Augsburg. Der ursprüngliche Ortskern dürfte wohl aus den Anwesen des „Vorderbauers“, des „Bestibauers“ und aus einem Hof im Bereich des heutigen Anwesens Unger bestanden haben. Ein Leibdingbrief aus dem Jahr 1382 weist erstmals Besitz des Damenstifts Sankt Stephan aus Augsburg in Edenbergen aus, dessen historische Siedlungsstruktur lange Zeit erhalten blieb: 1738 umfasste das Dorf 25 Häuser und eine Söldhofstatt. Etwa zu dieser Zeit – 1753 – waren zwei der Häuser im Besitz des Domkapitels, eines im Besitz des Klosters Sankt Ulrich und der Rest im Besitz des Damenstiftes Sankt Stephan, das auch die „Niedrige Jurisdiction“ über den Ort innehatte. Zu dieser Zeit lebten die Bewohner vor allem von handwerklichen Tätigkeiten – in einem landeskundlichen Werk dieser Zeit heißt es über Edenbergen:

„[…] Der Feldbau, wie auch der Wießwachs ist sehr schlecht, ernehren sich die Einwohner vom Holzbauen, und Baumwollen Spinnen […]“

Als Folge des Reichsdeputationshauptschlusses von 1803 verloren die kirchlichen Einrichtungen im Rahmen der Säkularisation in Edenbergen wie im gesamten Bayern sämtlichen weltlichen Besitz. 1834 bestand das Dorf aus drei Bauernhöfen, zwanzig Söldhofstätten und fünf Leerhäusern. Zu dieser Zeit lebten in Edenbergen um die 170 Bürger; durch die im Zuge der Industrialisierung einsetzende Landflucht verringerte sich deren Zahl aber zeitweise wieder bis unter 150 Einwohner.
Die historische Verbindung zum Nachbardorf Batzenhofen findet sich in kirchlicher, schulischer und staatlich-administrativer Form wieder. Edenbergen ist seit seiner ersten Überlieferung Teil der dortigen Pfarrei Sankt Martin und wurde auch nach Einführung der allgemeinen Schulpflicht dem Batzenhofener Schulsprengel zugeteilt. Zentralisierungsbestrebungen in der zweiten Hälfte des 20. Jahrhunderts brachten nicht nur die Auflösung des Schulverbandes Batzenhofen und die Zuteilung Edenbergens zum Hauptschulbereich Neusäß, sondern 1966 auch den Abzug des weit über hundert Jahre in Edenbergen beheimateten Revierforstamtes mit sich. 1911 erhielt Edenbergen durch die Einrichtung der Wasserquellengruppe am südlich der Gemarkung gelegenen Loderberg eine zentrale Wasserversorgung und 1920 einen Anschluss an das elektrische Netz. Im selben Jahr wurden eine umfassende Kanalisation eingerichtet, die Straßen ausgebaut und eine Flurbereinigung durchgeführt.
Im Ersten Weltkrieg fielen siebzehn männliche Dorfbewohner als Soldaten an verschiedenen Fronten in Europa. Zu ihrem Gedenken wurde 1921 neben der Ortskapelle ein Kriegerdenkmal errichtet, das nach dem Zweiten Weltkrieg um die Namen von acht Männern ergänzt werden musste. Das Dorf selbst war während des Zweiten Weltkrieges dagegen von keinen Bombardierungen oder Kampfhandlungen betroffen. Gleichwohl beschäftigten verschiedene Bauern im Dorf während der Kriegszeit Zwangsarbeiter aus angeschlossenen oder besetzten Gebieten, darunter sind Frauen und Männer aus Italien, Polen, der Slowakei und der Ukraine belegt. Am Nachmittag des 27. April 1945 wurde Edenbergen kampflos an die US-amerikanische Armee übergeben. Die Dorfbewohner wurden auf einem Feld westlich des Dorfes versammelt und mussten dort bis zum Abend unter Bewachung verharren, ehe sie in ihre Häuser zurückkehren durften, die bis dahin durchsucht worden waren.

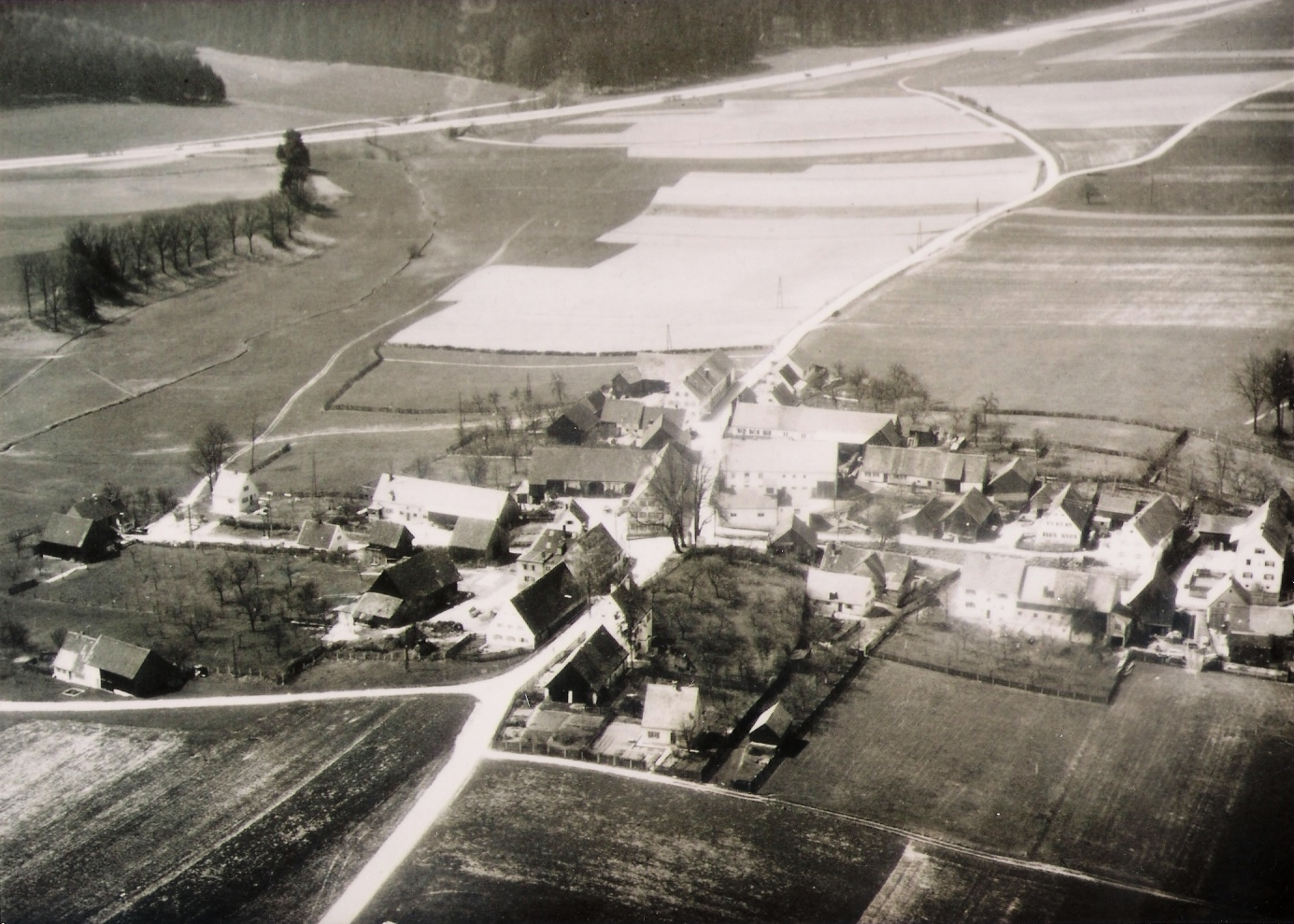
Edenbergen auf einer Luftaufnahme aus dem Jahre 1955

In der Nachkriegszeit begann sich der Wandel in der Landwirtschaft auf die Struktur des Ortes auszuwirken. Die Zahl der aktiven landwirtschaftlichen Betriebe nahm von da an stetig ab. So werden von damals 14 Bauernhöfen heutzutage nur noch zwei bewirtschaftet. Die fast vierzig Jahre vorher eingeführte Elektrizität führte erst 1958 zu einer vollständigen Straßenbeleuchtung Edenbergens und Gailenbachs, die durch von 1954 an nach und nach angebrachte Neonstraßenlampen erreicht wurde. 1960 wurde die Wasserversorgung des Dorfes durch eine Verlängerung des Hauptwasserstranges aus der Loderberggruppe verbessert. Ein Jahr später wurde das gesamte Straßennetz der Gemeinde neu ausgebaut und einige bis dahin nicht befestigte Wege asphaltiert.
Im Jahr 1978 verlor Edenbergen im Zuge der Gebietsreform in Bayern seine in den Bayerischen Gemeindeedikten von 1818, 1834 und 1869 begründete kommunale Selbstverwaltung. Nachdem bereits am Anfang der 1970er Jahre erste Versuche unternommen wurden, sich der Stadt Gersthofen anzuschließen, dies aber aufgrund der fehlenden gemeinsamen Grenze nicht möglich war, wurden in den folgenden Jahren verschiedene Anläufe gestartet, sich durch Zusammenschlüsse mit umliegenden Gemeinden ein größtmögliches Maß an Selbstständigkeit zu erhalten. Diese Versuche scheiterten allerdings alle an der Uneinigkeit der betroffenen Orte. So wurde schließlich am 1. Januar 1978 zusammen mit den Nachbargemeinden Batzenhofen und Rettenbergen der freiwillige Anschluss an die Stadt Gersthofen vollzogen. Trotz dieser Eingemeindung blieb der dörfliche Charakter des Ortes erhalten.
Bedingt durch seine Lage an der Schmutter, am Bögle- und am Gailenbach war Edenbergen in seiner Geschichte wiederholt von Hochwassern betroffen, in den letzten Jahrzehnten unter anderem auch beim Pfingsthochwasser 1999. Im Jahre 2005 wurde neben einigen Edenberger Haushalten vor allem die Gailenbacher Mühle schwer überflutet, die nebenan verlaufende Autobahn A 8 musste zeitweise gesperrt werden. Durch diverse Baumaßnahmen am Beginn des 21. Jahrhunderts wurde der Hochwasserschutz in Edenbergen erheblich verbessert. Dazu trug auch die komplette Neugestaltung der Lindenbergstraße, der Hauptstraße von Edenbergen, im Jahre 2007 bei: Ihre Brücke über den Böglebach im Norden des Dorfes war bis dahin regelmäßig ein Stauungspunkt bei steigenden Wasserpegeln gewesen. Der Neubau lässt eine erheblich höhere Wassermenge passieren und verursacht dementsprechend weniger Stauungen.

### Gailenbach
Der Weiler Gailenbach dürfte in etwa der gleichen Besiedlungsperiode wie Edenbergen entstammen, wird allerdings erst 1283 erstmals urkundlich erwähnt. 1296 findet sich dabei noch der Name „Gamlunbach“, 1382 dann aber bereits „Gailenbach“ nach dem gleichnamigen Bach, der zwischen Edenbergen und dem Weiler fließt. Zunächst ein Lehen des Augsburger Domkapitels, war Gailenbach seit 1325 im wechselnden Besitz Augsburger Bürgerfamilien.
Einer dieser Patrizier, Zacharias Geizkofler, der von 1589 bis zum Jahre 1603 Reichspfennigmeister des Heiligen Römischen Reichs war, erbaute hier um 1592/1602 ein kleines Schloss. Dieses blieb – mit einer kurzen Unterbrechung im 19. Jahrhundert, als das protestantische Institut St. Anna aus Augsburg 1838 den Besitz erbte, dann aber wieder verkaufte – im Besitze Augsburger Patrizierfamilien. Elemente aus dem heraldischen Zeichen des Geschlechtes „derer von Paris“ gingen in das Edenberger Ortswappen ein.
1864 wohnten in Gailenbach, das damals aus dem Schloss, einem Wirtshaus und zwei Bauernhöfen bestand, 17 Personen. 1927 errichtete das Augsburger Kloster der Franziskanerinnen von Maria Stern hier einen Gutshof, der aber Anfang der 1980er-Jahre aufgegeben wurde. Heute besteht der Weiler aus dem nach wie vor bewohnten Schlossgut und einem bewirtschafteten Bauernhof.

### Gailenbacher Mühle

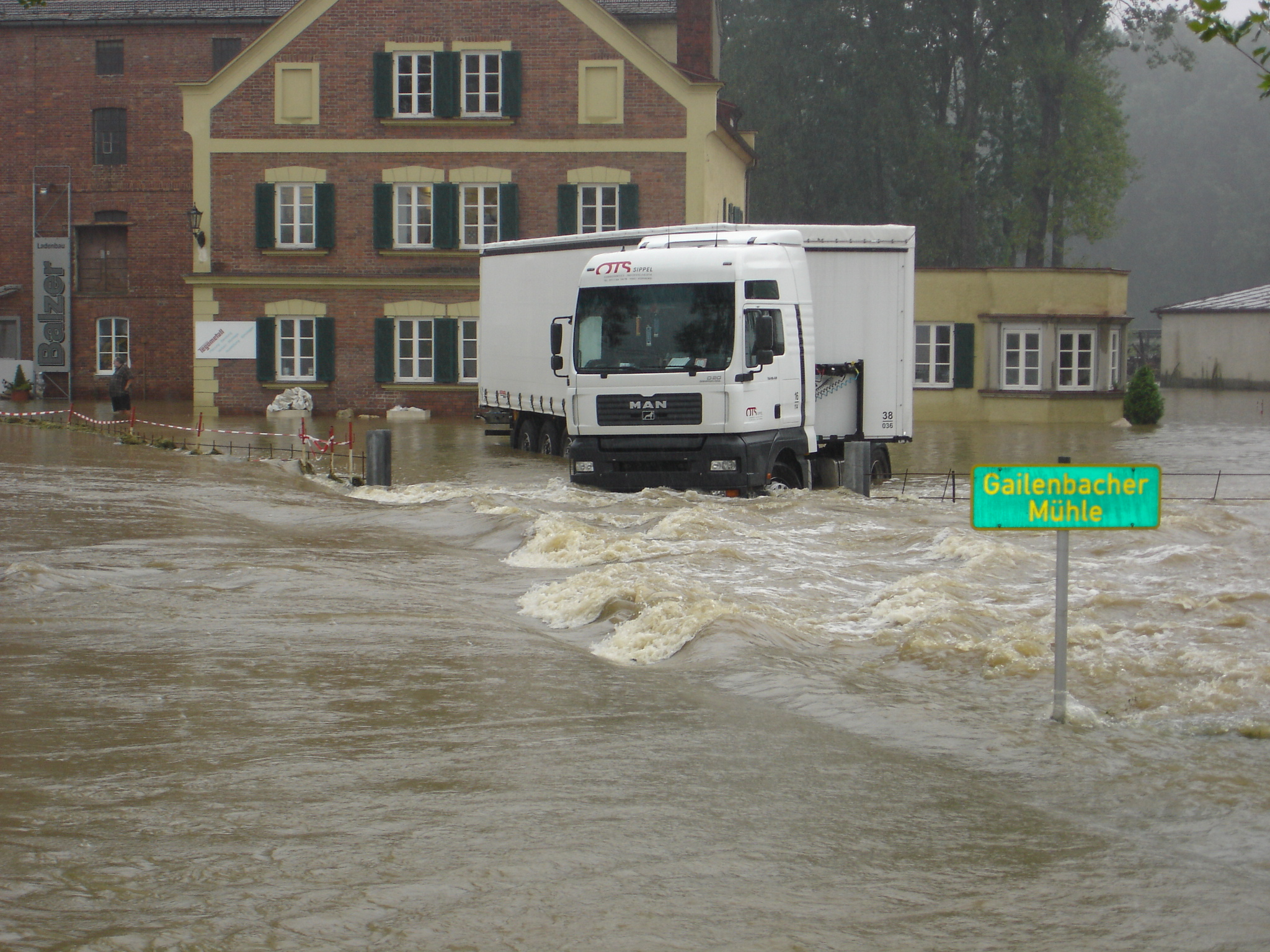
Hochwasser an der Gailenbacher Mühle im Jahre 2005

Schon um 1296 wird von der direkt an der Schmutter gelegenen Gailenbacher Mühle berichtet, als ein Chunrat von Gamlunbach einen Mahlknecht angestellt hatte. In den folgenden Jahrhunderten war die Mühle im Besitz verschiedener Augsburger Patrizier und gelangte in der Mitte des 15. Jahrhunderts zu trauriger Bekanntheit, als der seit 1442 zuständige Müller Joseph Assum regelmäßig Reisende ausraubte, die in der Mühle übernachteten. Der Legende nach wurde diesem Treiben durch einen altgedienten Landsknecht ein Ende gesetzt, als dieser den Diebstahl bemerkte, zur Mühle zurückkehrte und dem Müller eine ordentliche Abreibung verpasste.
Die Gebäude in ihrer heutigen Form stammen aus dem Jahre 1898. In der Nacht des 23. März 1933 brach in den Wirtschaftsgebäuden der Mühle ein Feuer aus, das den Einsatz der Feuerwehren sämtlicher umliegender Dörfer erforderte, die mit Glockengeläut, Gewehrschüssen, Trompetensignalen und Feuerrufen alarmiert wurden. Mit Hilfe der Augsburger Berufsfeuerwehr, die eine Autospritze zum Einsatz brachte, konnte zumindest ein Teil des Anwesens gerettet werden, die Remise und die Scheune wurden vollständig, der Stall teilweise zerstört. In den letzten Jahrzehnten war die Mühle immer wieder von schweren Überflutungen betroffen, durch verschiedene Baumaßnahmen wurde der Hochwasserschutz in den letzten Jahren aber entscheidend verbessert. Die Mühle ist heute nicht mehr in Betrieb, die Gebäude wurden an mehrere Gewerbetreibende vermietet.

## Politik

### Wahlen
Seit der Eingemeindung Edenbergens 1978 stellt das Dorf bei Wahlen einen eigenen Stimmbezirk der Stadt Gersthofen. Da sich das Wahllokal für Edenbergen und Gailenbach hierbei stets im Feuerwehrhaus der Freiwilligen Feuerwehr befindet, trägt der Stimmbezirk den Namen „Feuerwehrgerätehaus Edenbergen“.
| Jahr | Wahl           | Wahlbeteiligung | CSU    | SPD    | Grüne  | FW     | FDP    | AfD    | Sonstige | Referenz |
| ---- | -------------- | --------------- | ------ | ------ | ------ | ------ | ------ | ------ | -------- | -------- |
| 2018 | Landtagswahl   | 47,6 %          | 22,4 % | 9,4 %  | 16,8 % | 21,5 % | 4,7 %  | 17,8 % | 7,4 %    | [ 35 ]   |
| 2018 | Bezirkswahl    | 47,6 %          | 20,4 % | 7,4 %  | 13,0 % | 31,5 % | 2,8 %  | 16,7 % | 8,2 %    | [ 36 ]   |
| 2019 | Europawahl     | 36,9 %          | 51,2 % | 7,0 %  | 14,0 % | 9,3 %  | 2,3 %  | 9,3 %  | 7,1 %    | [ 37 ]   |
| 2020 | Kreistagswahl  | 24,3 %          | 38,6 % | 5,6 %  | 24,7 % | 19,5 % | 2,4 %  | 3,2 %  | 6,0 %    | [ 38 ]   |
| 2020 | Stadtratswahl  | 24,3 %          | 28,5 % | 12,8 % | 11,8 % | 9,8 %  | –1     | –2     | 37,1 %3  | [ 39 ]   |
| 2021 | Bundestagswahl | 30,0 %          | 33,9 % | 14,5 % | 8,1 %  | 8,1 %  | 17,7 % | 11,3 % | 6,4 %    | [ 40 ]   |

1 Die FDP stand in Gersthofen nicht zur Wahl.

2 Die AfD stand in Gersthofen nicht zur Wahl.

3 Darunter die „Wahl Initiative Richtungswechsel (W.I.R.)“ mit 17,8 % und die „#BewegungZukunft“ mit 15,9 % der Stimmen.

### Wappen
Das Edenberger Wappen wurde um das Ende des 18. Jahrhunderts eingeführt und beruht mit nur geringfügigen Abweichungen auf dem Familienwappen der süddeutschen Linie des Adelsgeschlechtes von Paris, das von 1771 bis 1838 seinen Sitz auf dem Gailenbacher Schloss hatte. Die Blasonierung des Dorfwappens nennt einen von Silber und Rot geteilten Schild, oben in Blau ein rot gezungter und bewehrter, rückwärtsblickender Löwe mit einer silbernen heraldischen Lilie in der rechten Vorderpranke, unten drei, eins zu zwei gestellte, silberne heraldische Lilien. Im Familienwappen der von Paris hielt der Löwe dagegen keine Lilie in der Hand und die drei unteren Lilien waren golden und zwei zu eins gestellt.
Die Lilie ist eine Gemeine Figur der Heraldik. Als Sinnbild der Heiligen Maria und jener Menschen, die sich ihrem Patronat unterstellen, steht sie damit für Reinheit und Unschuld. Die Dreiteilung der Blüte der Lilie symbolisiert die Heilige Dreifaltigkeit des Vaters, des Sohnes und des Heiligen Geistes. Der schreitende, leopardierte Löwe steht als „König der Tiere“ für Mut und Königlichkeit.

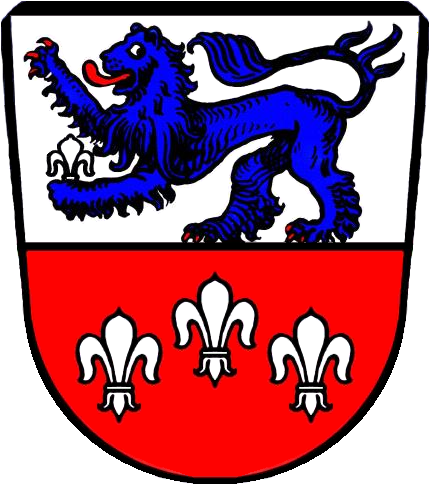
Das Wappen Edenbergens
Modernisierte Variante des Wappens
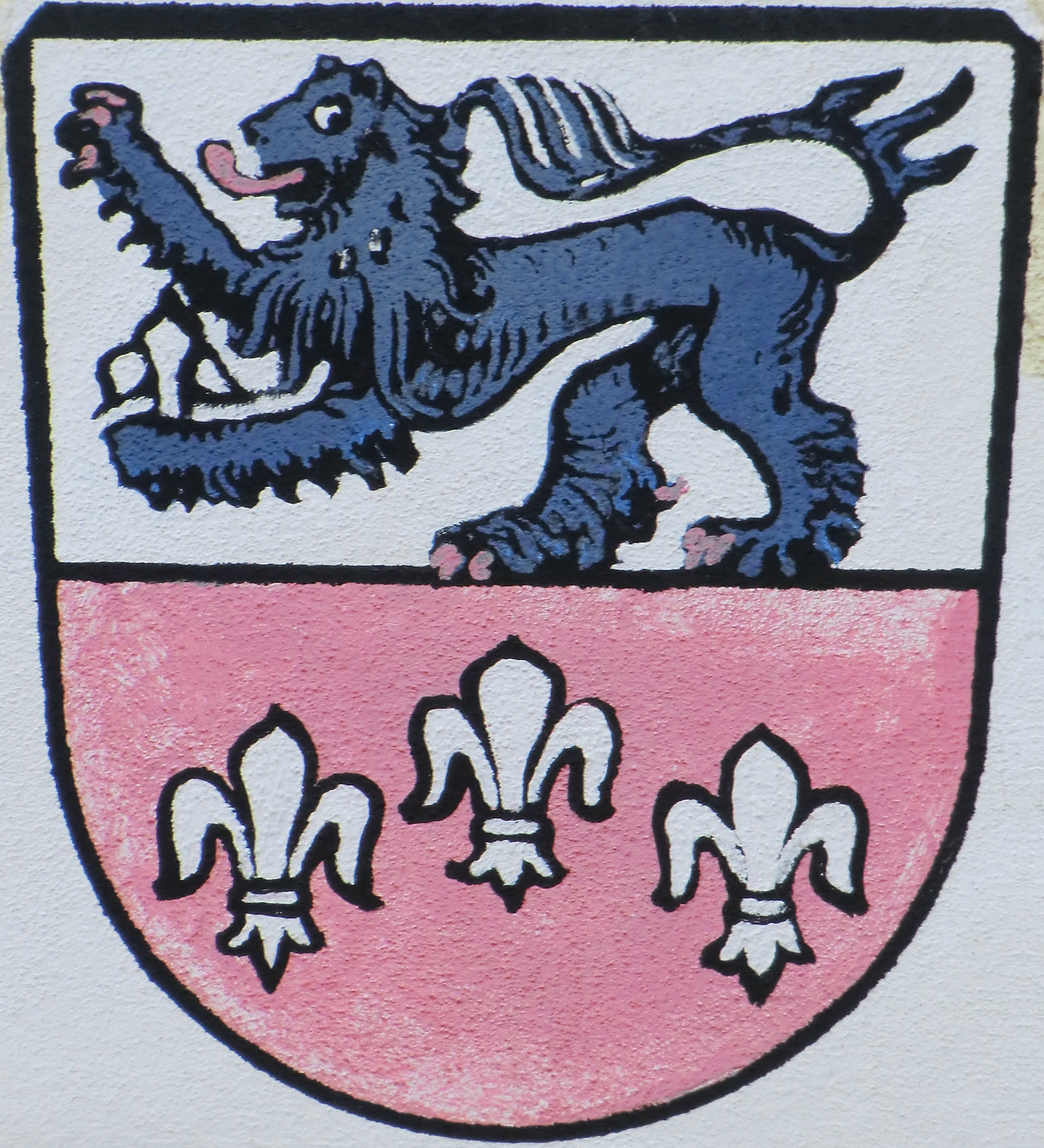
Das Wappen am Feuerwehrhaus
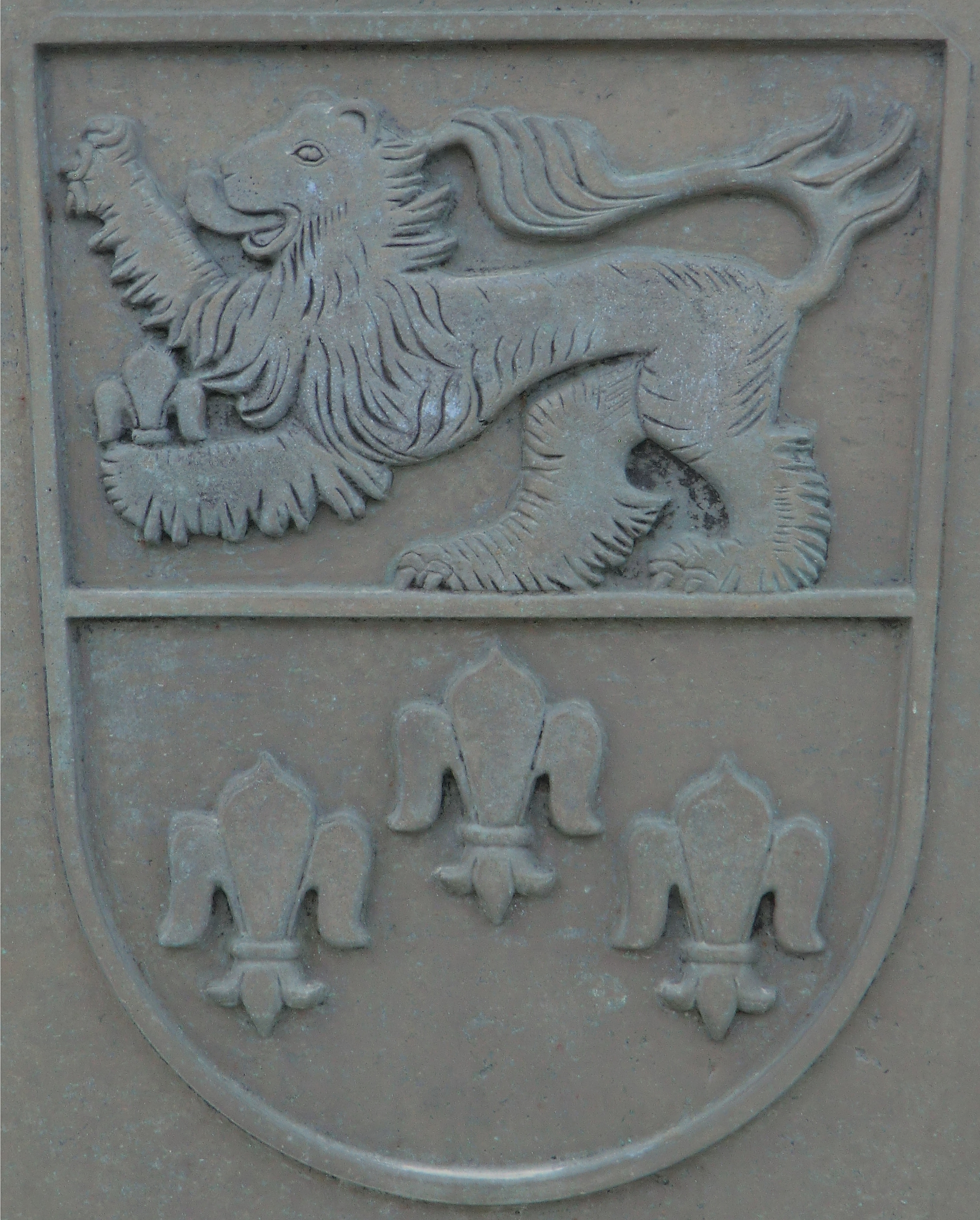
Das Wappen auf einem Brückengeländer
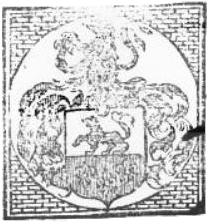
Das Wappen der Familie von Paris

## Namenspatenschaften

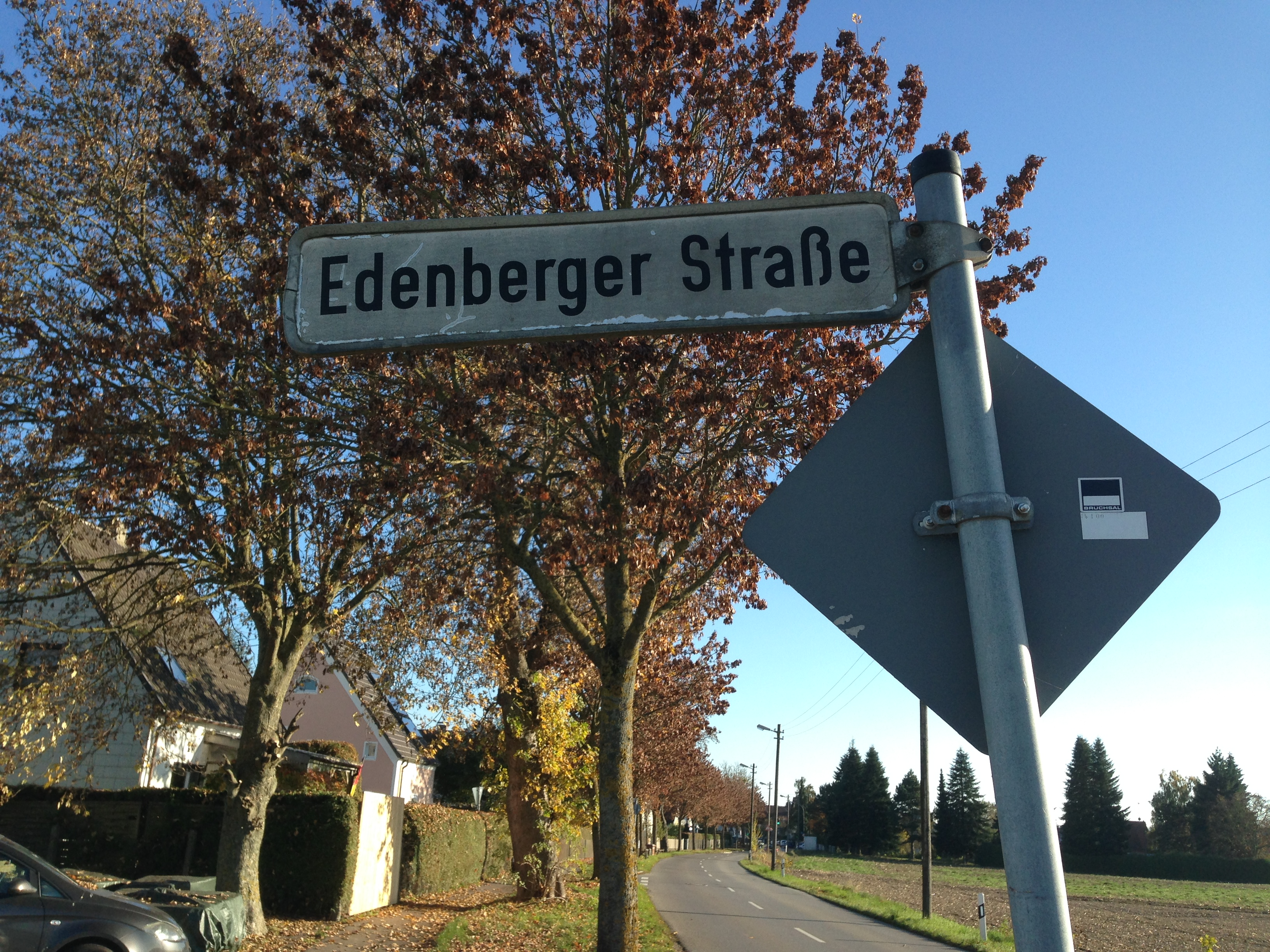
Das Straßenschild der „Edenberger Straße“ in Augsburg

Bedingt durch die geringe Größe des Dorfes tragen nur wenige Orte und Einrichtungen den Namen Edenbergens.
Im nördlichen Augsburger Stadtteil Bärenkeller befinden sich in direkter Nachbarschaft eine „Edenberger Straße“ und ein „Gailenbachweg“, daneben existiert in der südlich von Edenbergen gelegenen Stadt Neusäß ein „Gailenbacher Weg“, der vom Stadtteil Hammel entlang des östlichen Randes des „Rauhen Forstes“ über die „Gailenbacher Siedlung“ bis zur Autobahnraststätte Edenbergen verläuft. Außerdem trägt die innerhalb der Gemarkung von Edenbergen über Gailenbach bis zur Gailenbacher Mühle führende Straße den Namen „Gailenbacher Straße“.
Weitere Benennungen nach Edenbergen sind vor allem auf den Familiennamen „Edenberger“ zurückzuführen, der die Herkunft aus Edenbergen bezeichnete und heutzutage nicht nur in Deutschland, sondern zum Beispiel auch in Österreich oder in den USA belegt ist. So tragen zum Beispiel ein Café und ein Bootsverleih im österreichischen Fuschl am See den Namen „Edenberger“.

## Kultur und Sehenswürdigkeiten

### Sehenswürdigkeiten

#### Ortskapelle mit Kriegerdenkmal

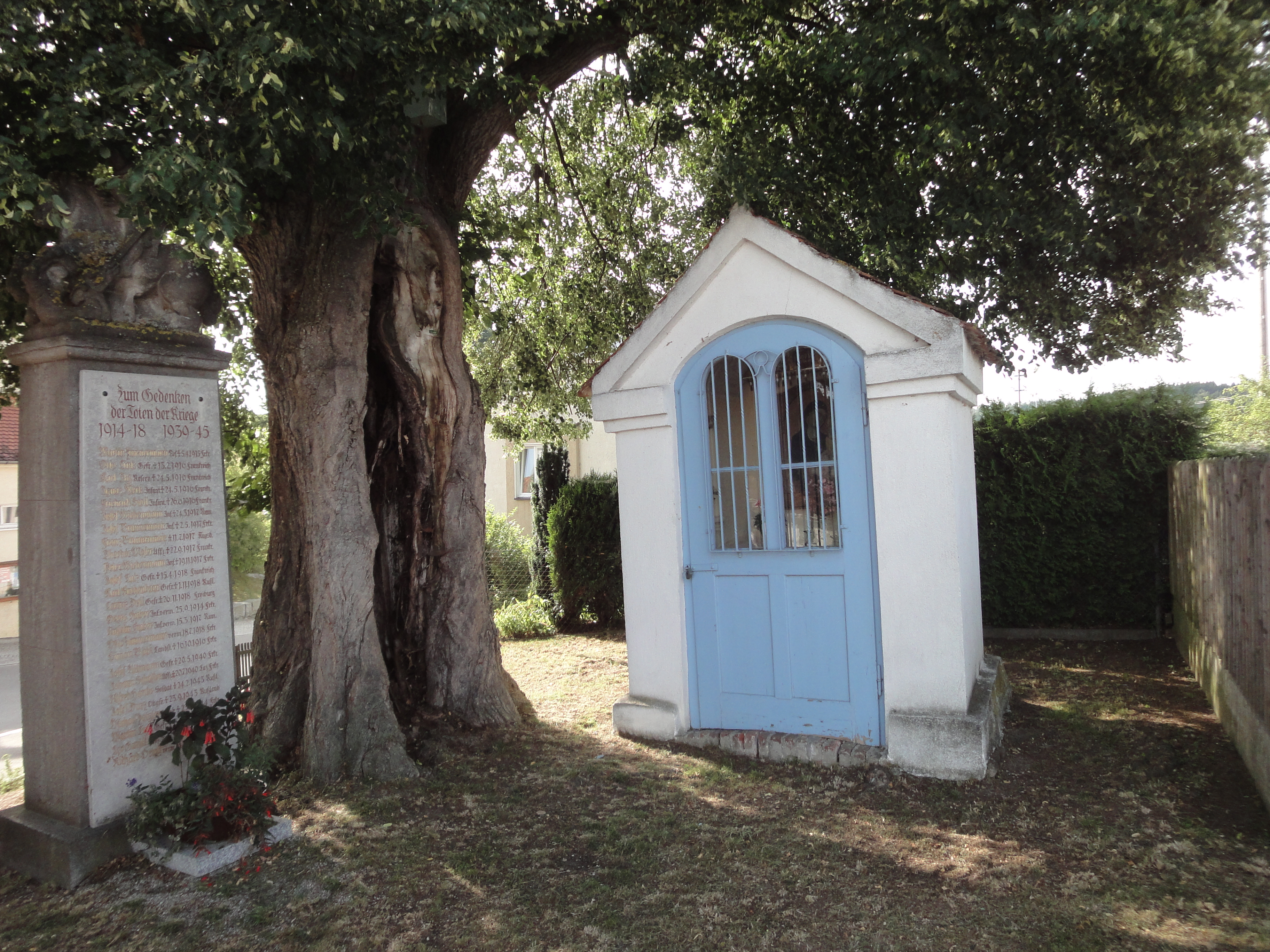
Die denkmalgeschützte Ortskapelle von Edenbergen mit dem Kriegerdenkmal

Die Ortsmitte von Edenbergen wird geprägt vom Kriegerdenkmal, das den als Soldaten gefallenen männlichen Dorfbewohnern gewidmet ist. Das Denkmal wurde ursprünglich 1921 nach dem Ersten Weltkrieg errichtet und 1953 um die Gefallenen des Zweiten Weltkrieges erweitert. Daneben steht die heute denkmalgeschützte Ortskapelle, die als Rechteckbau mit Satteldach ausgeführt ist und aus dem Jahre 1850 stammt. Um die Kapelle und das Denkmal herum befanden sich ursprünglich drei große Linden, die gleichzeitig mit dem Bau der Kapelle gepflanzt wurden. Aus Sicherheitsgründen musste im Jahre 2006 einer der Bäume gefällt werden.

#### Feuerwehrhaus
Auf der gegenüberliegenden Straßenseite steht das Feuerwehrhaus der Freiwilligen Feuerwehr Edenbergen, das in seiner Urform im Jahre 1934 mit einem Schlauchturm errichtet wurde und einen Vorgängerbau von 1886 ablöste. Das Gebäude wurde über die Jahre immer wieder umgebaut und an die technischen Neuerungen angepasst. 1955 wurde nach Norden ein Anbau mit einer Tiefgefrieranlage und einer Gemeindestube errichtet. Zuletzt wurde 1998 der Boden der Fahrzeughalle tiefer gelegt, um das neue Löschfahrzeug aufnehmen zu können. Zur selben Zeit wurde der Dachboden des Gebäudes ausgebaut und beherbergt heute die Büro- und einige Stauräume der Feuerwehr. Durch seine zentrale Lage ist es für die aktiven Mitglieder der Feuerwehr schnell zu erreichen und wird gleichzeitig als einziges öffentliches Gebäude im Ort für verschiedene Veranstaltungen genutzt. Der jedes Jahr neu errichtete Maibaum Edenbergens ist nördlich des Feuerwehrhauses zu finden, wo er in einer speziellen Halterung verankert wird.

#### Feldkapelle Mariahilf am Gemeindeplatz

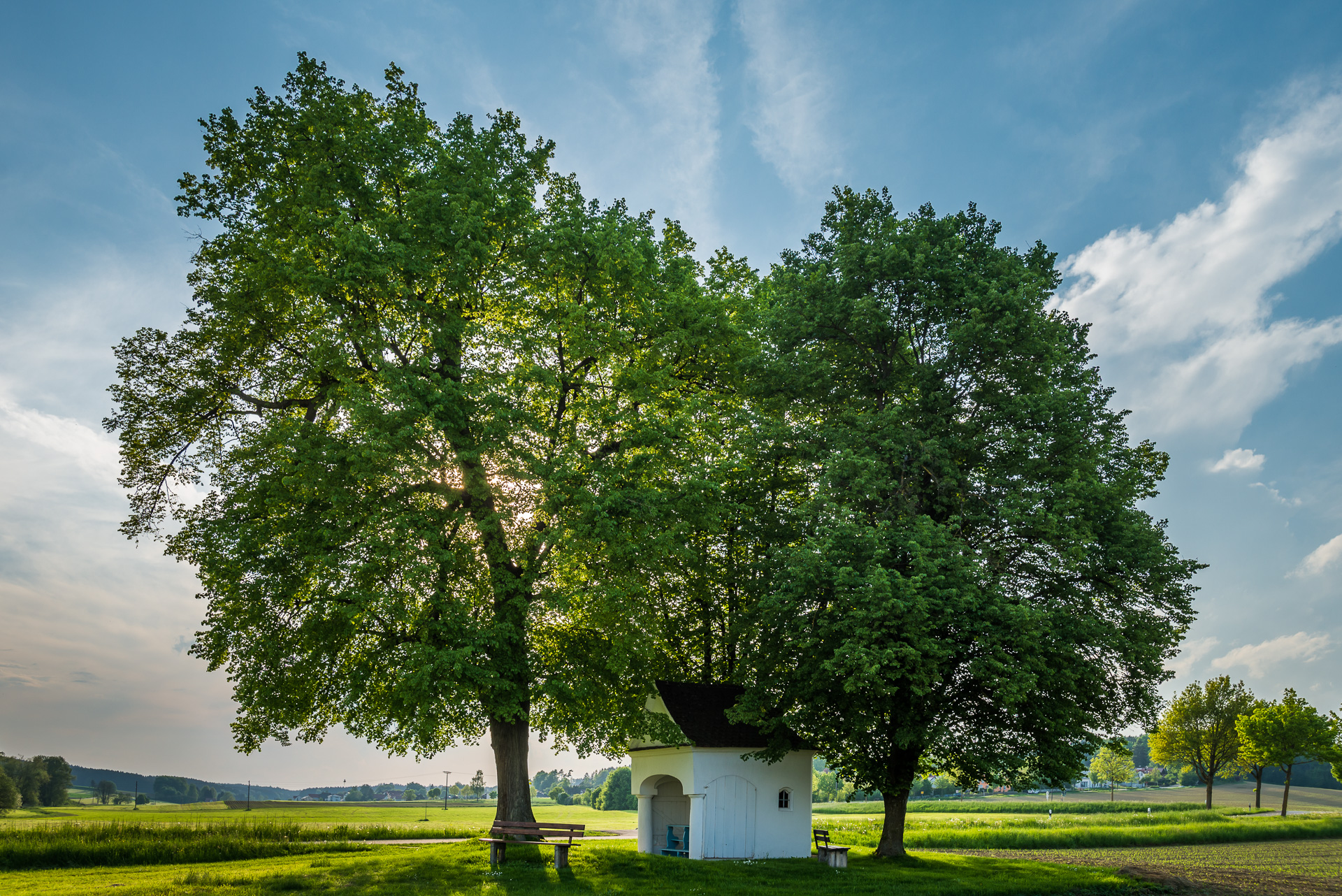
Die Feldkapelle Mariahilf unter den naturdenkmalgeschützten Linden

Die Feldkapelle Mariahilf liegt am Gemeindeplatz nördlich der geschlossenen Bebauung Edenbergens und grenzt im Westen an die Verlängerung der Lindenbergstraße, die aus dem Dorf nach Norden zur Verbindungsstraße von Batzenhofen nach Rettenbergen führt. Der Satteldachbau mit einer kleinen Vorhalle stammt aus der ersten Hälfte des 18. Jahrhunderts und steht unter Denkmalschutz. Die Kapelle wird von drei als Naturdenkmal geschützten Linden sternförmig umgeben. Der Gemeindeplatz wie auch die Linden und die Kapelle befinden sich eigentlich auf Flur der heutigen Batzenhofer Gemarkung, gehören historisch bedingt aber zu Edenbergen. Am 15. August, dem römisch-katholischen Feiertag Mariä Himmelfahrt, wird hier der Feldgottesdienst der Batzenhofer Gemeinde Sankt Martin, zu der Edenbergen gehört, gefeiert.

#### Schlossgut Gailenbach

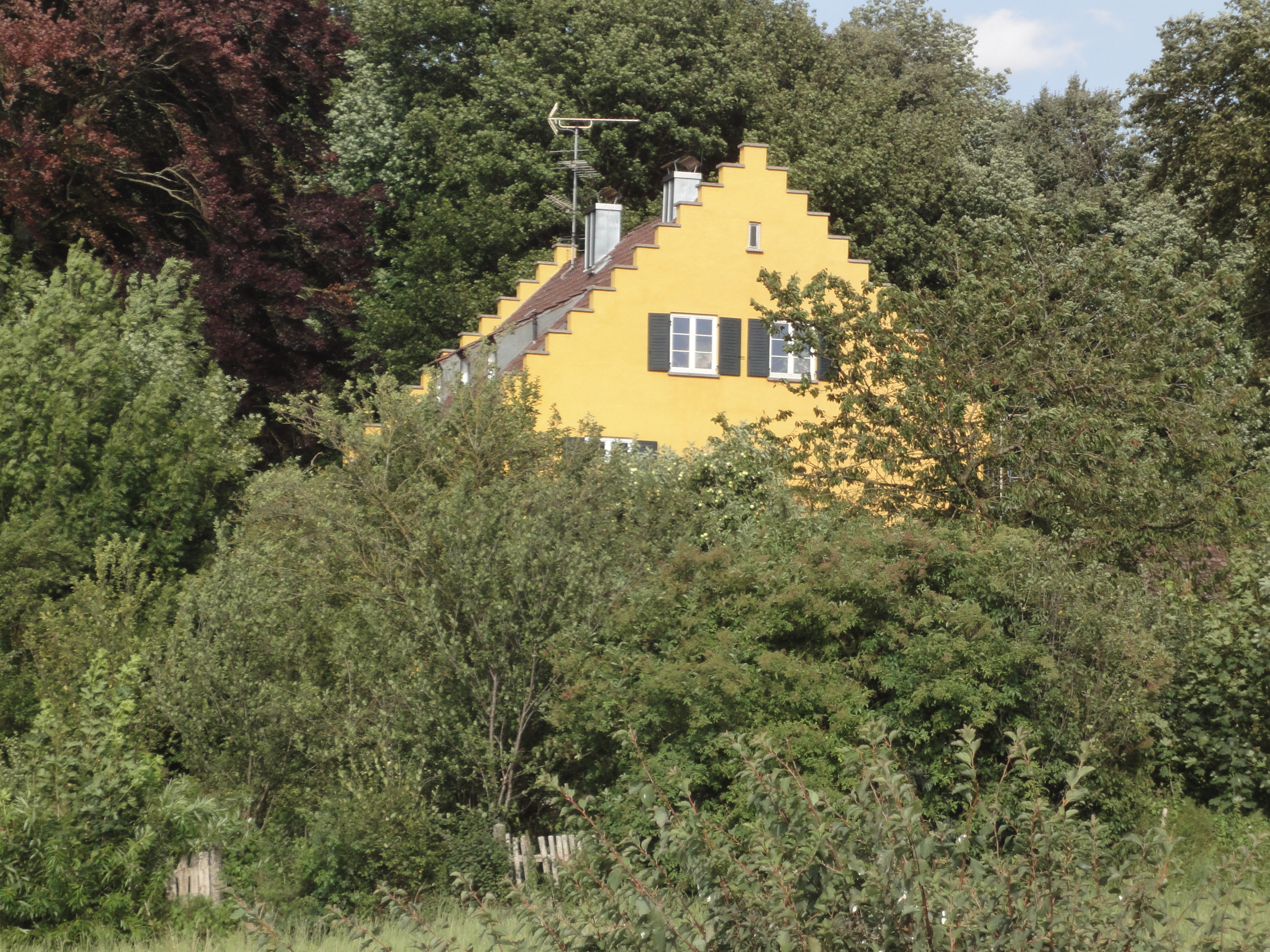
Das denkmalgeschützte Schlossgebäude in Gailenbach

Das ehemalige Schlossgut in Gailenbach steht zusammen mit dem umgebenden Park sowohl als Bau- als auch als Bodendenkmal unter Denkmalschutz, da sich im Bereich der Anlage Befunde aus der Frühen Neuzeit nachweisen ließen. Der Park wird rundum von einer Schlossmauer umgeben, bei der es sich im eigentlichen Sinne um einen Lattenzaun mit großen Säulen aus Backsteinen handelt. Das eigentliche Schlossgebäude, ein zweigeschossiger Satteldachbau mit Treppengiebeln, stammt im Kern aus dem Jahre 1592, wurde 1816/17 umgebaut und 1955/56 letztmals renoviert.
Der dazugehörige Gutshof besteht aus zwei Satteldachbauten, einem Wohnhaus und einem Wirtschaftsgebäude, die im Kern aus dem 17. Jahrhundert stammen und im 18. Jahrhundert verändert wurden. Gutshof und Schloss sind im Westen durch ein mit einer Putzbosse verziertes Rundbogentor verbunden. An der südlichen Umfassungsmauer des Schlossparks findet sich außerdem eine einzelne Linde, die unter Naturdenkmalschutz steht.

#### Wegkapelle am Mähder

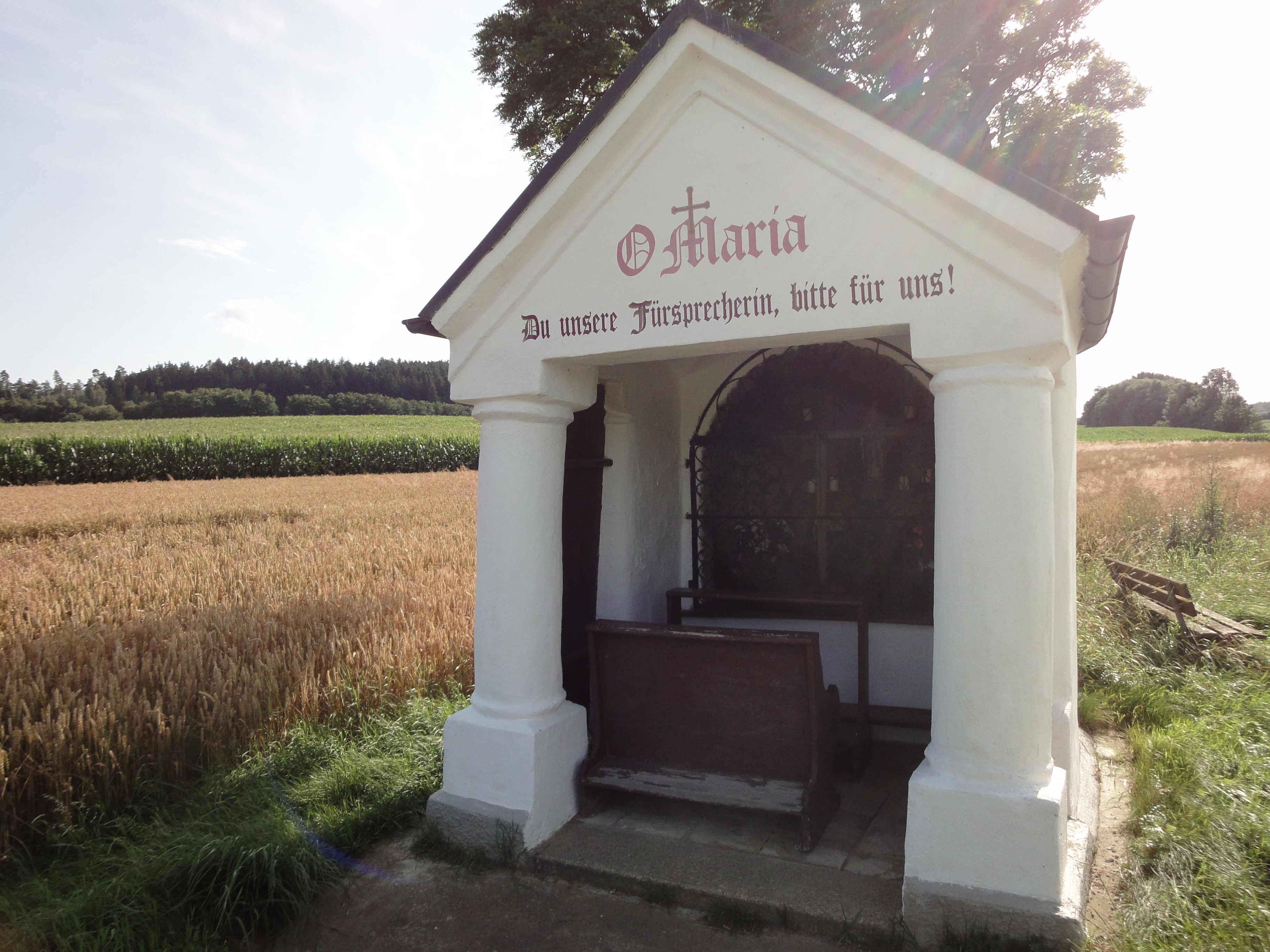
Die denkmalgeschützte Wegkapelle am Mähder bei Edenbergen

Am Mähder zwischen Gailenbach und Edenbergen befindet sich eine denkmalgeschützte Wegkapelle, die der Heiligen Maria gewidmet ist. Der Satteldachbau mit halbrundem Schluss nach Westen und einer von zwei Säulen gestützten Vorhalle nach Osten stammt vom Ende des 17. Jahrhunderts. Die Bezeichnung „Mähder“ bezieht sich auf den direkt neben der Kapelle gelegenen Acker: „Mähder“ war früher ein vor allem im Sinne der Heuernte üblicher alternativer Begriff für den Schnitter, einen Erntehelfer bei der Getreideernte, der das Korn in Handarbeit mit einer Sense mähte.

### Veranstaltungen
Das gemeinschaftliche Leben Edenbergens wird entscheidend von der Freiwilligen Feuerwehr geprägt, die den einzigen ortseigenen Verein darstellt. Sämtliche Veranstaltungen im Laufe des Jahres werden von den Mitgliedern der Feuerwehr geplant und durchgeführt, wobei sich die Stadt Gersthofen teilweise finanziell an den entstehenden Kosten beteiligt.

#### Maibaumfest

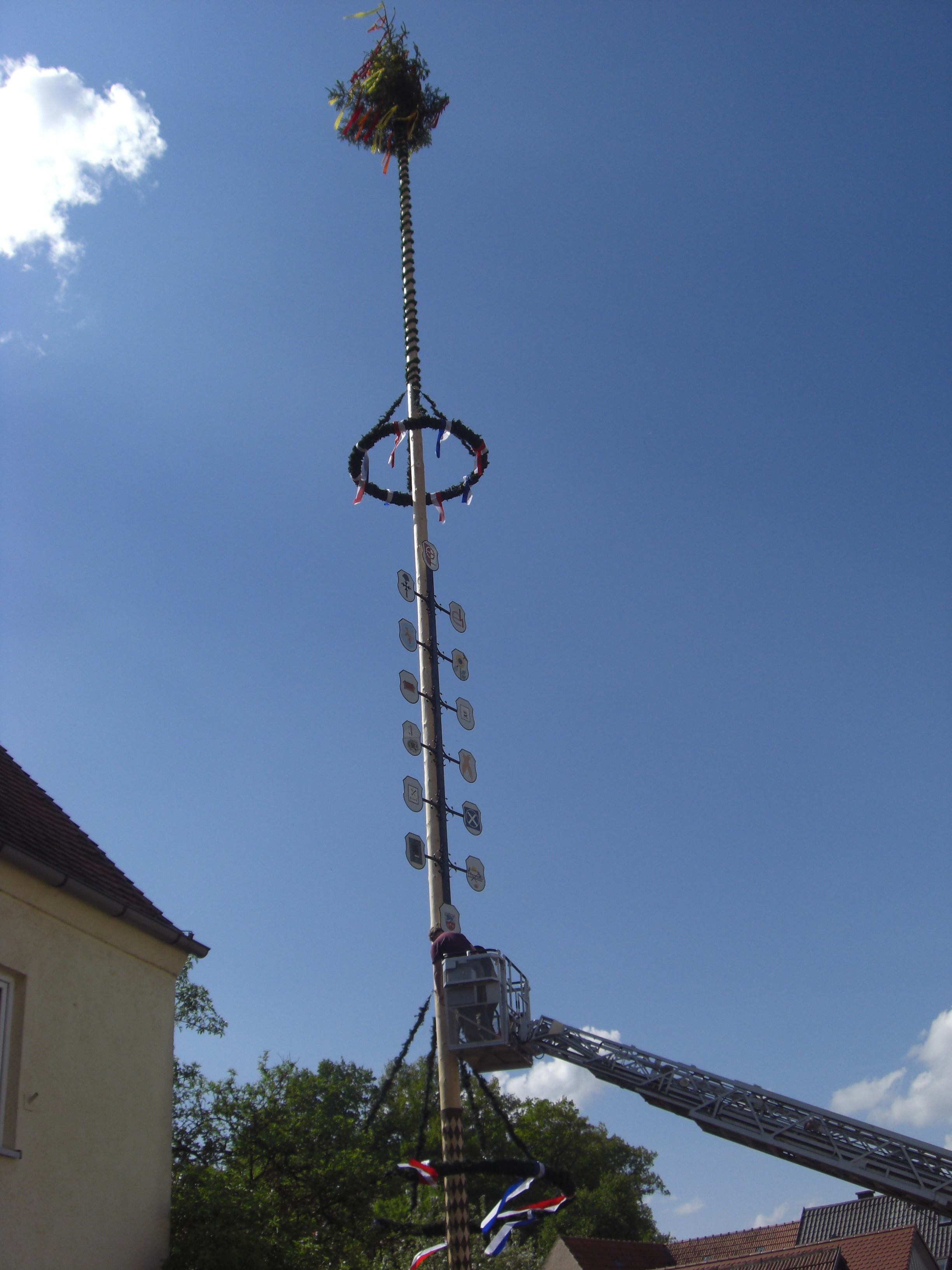
Anbringung der Dekoration des Edenberger Maibaums

Jedes Jahr am Vorabend des 1. Mai wird am Feuerwehrhaus der Freiwilligen Feuerwehr in der Ortsmitte der Maibaum aufgestellt. Dabei handelt es sich stets um einen neu gefällten und von einem anderen Dorfbewohner gestifteten Baum, dessen Krone belassen und der mit Kränzen geschmückt wird. Auf insgesamt zwölf links und rechts am Baum angebrachten Schildern werden die beruflichen und gesellschaftlichen Aktivitäten der Dorfbewohner dargestellt, darüber prangt mittig das Wappen der Stadt Gersthofen, darunter mittig das Edenberger Wappen.
Bis zum Jahr 2007 wurde der Baum von den Dorfbewohnern in Handarbeit mit so genannten Scharstangen aufgerichtet, was durch die Umgestaltung der Lindenbergstraße aus Platzgründen nun nicht mehr möglich ist. Seitdem wird der Baum mit einem angemieteten Fahrzeugkran aufgestellt. Unter dem Baum und im Feuerwehrhaus findet anschließend das Maifest statt, die Kinder des Dorfes nutzen die Freinacht zu kleinen Streichen. Im Rahmen der Unwetter in Deutschland im Sommer 2013 kam es zu einem Blitzschlag in den Maibaum, so dass dieser in der Folge aus Sicherheitsgründen gefällt werden musste.

#### Gartenfest
Auf dem öffentlich zugänglichen Edenberger Sportplatz findet jedes Jahr im Sommer, zumeist im Juni, an einem Sonntag das Gartenfest statt. Dabei wird unter den Bäumen neben dem Sportplatz ein kleiner Biergarten errichtet, der durch die Feuerwehr bewirtschaftet wird. Die kleine dorfeigene Blaskapelle und die des Nachbarortes Batzenhofen sorgen für die musikalische Untermalung.
In den letzten Jahren wurde das Gartenfest teilweise durch ein Dorffest ersetzt, das dann in der Ortsmitte gefeiert wurde. Das erste Dorffest wurde 2007 zur Feier der neugestalteten Lindenbergstraße ausgerichtet.

## Infrastruktur

### Nahverkehr

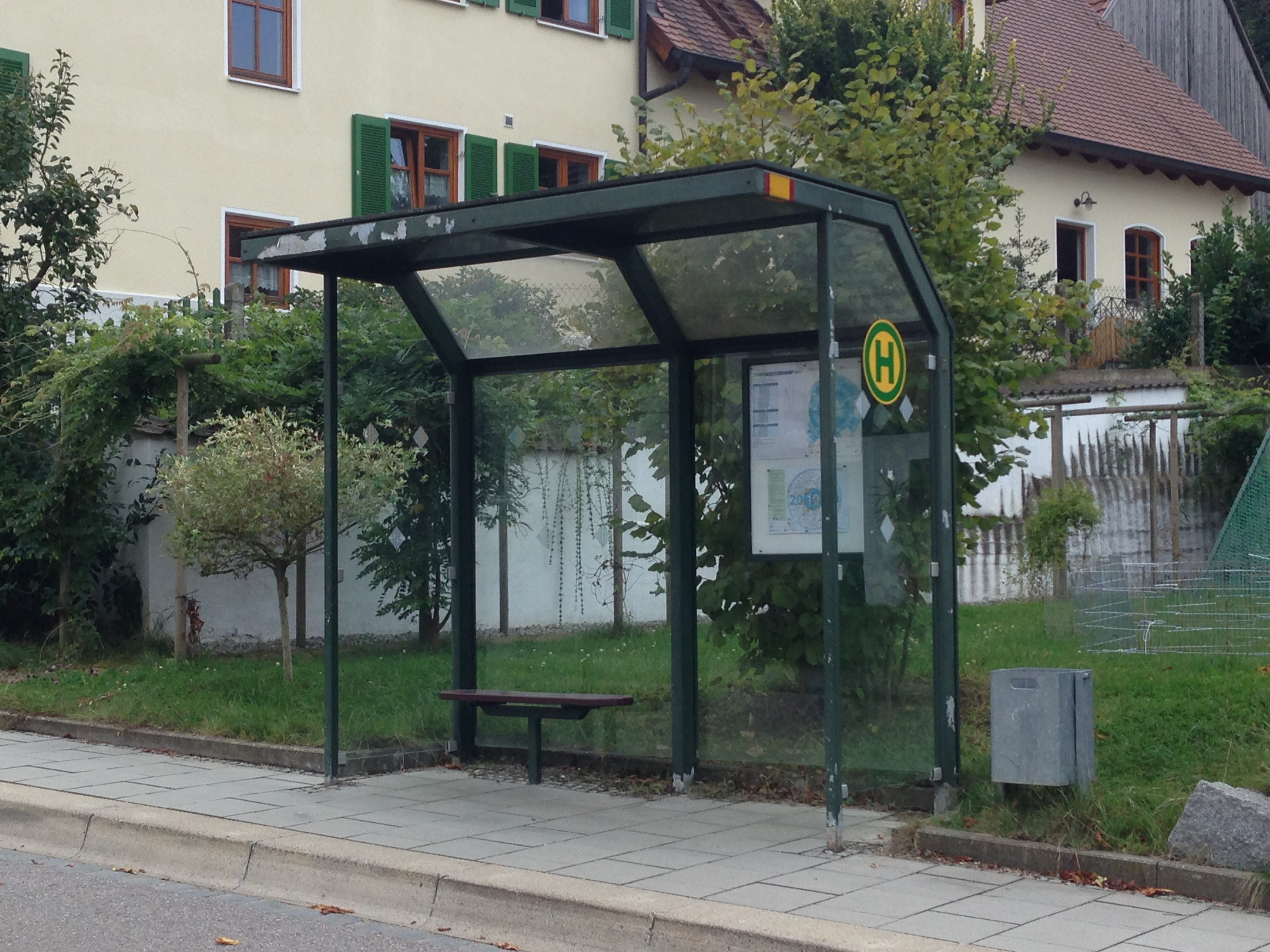
Die Bushaltestelle „Edenbergen-Mitte“

Trotz seiner ländlichen Lage ist Edenbergen aufgrund seiner geringen Entfernung zu Augsburg noch Teil der Stadtzone 20 des Tarifgebietes des Augsburger Verkehrsverbundes. Das Dorf wird im regulären Taktverkehr an den zwei Haltestellen Edenbergen-Mitte und Edenbergen-West durch die Buslinien 27 (von und nach Augsburg-Nord) und 56 (von und nach Gersthofen) der Gersthofer Verkehrsgesellschaft bedient. Daneben verkehrt bei telefonischer Voranmeldung das Anruf-Sammel-Taxi der Linie 420 von und nach Augsburg-Nord.

### Regenerative Energien

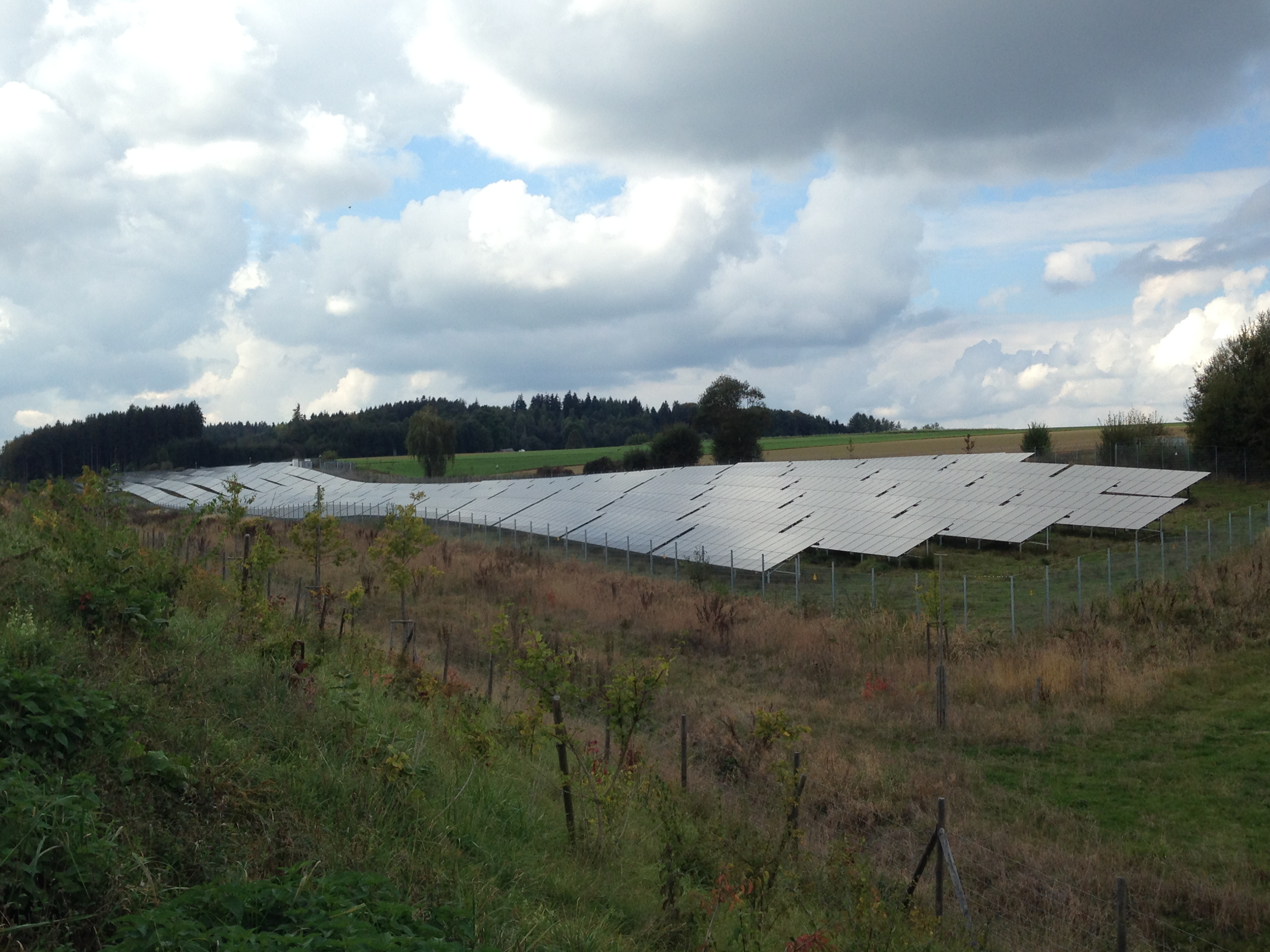
Der Solarpark bei Edenbergen

Neben auf den Dächern von verschiedenen Wohnhäusern installierten kleineren Photovoltaikanlagen bestehen auf der Edenberger Gemarkung zwei große Anlagen zur Gewinnung regenerativer Energien:
Etwas weniger als einen Kilometer von der Ortsmitte entfernt befindet sich südwestlich von Edenbergen und direkt nördlich der Autobahn A 8 ein Solarpark mit einer Gesamtfläche von etwa 8,4 Hektar. Der Bauantrag wurde 2011 vom Gersthofer Stadtrat genehmigt, wofür die Aufstellung eines Bebauungsplans für die vormals für landwirtschaftliche Zwecke verwendete Fläche notwendig wurde. Die Anlage wurde anschließend von einer Firma aus Schwabsoien mit einzelnen Solarmodulen von jeweils 2,5 Metern Höhe installiert und besitzt unter Annahme der Standard-Testbedingungen eine Nennleistung von 1720 kW (kWp).
Daneben befindet sich an der östlichen Grenze der Edenberger Gemarkung auf dem Grundstück eines landwirtschaftlichen Betriebes eine Biogasanlage zur Gewinnung von Biogas durch Vergärung von Gülle. Die Leistung der Anlage wurde im Jahr 2011 vom Gersthofer Stadtrat durch eine Tektur der schon bestehenden Baugenehmigung erhöht. Eine Nutzung der dabei gewonnenen Abwärme zur Beheizung der Bausubstanz Edenbergens befindet sich noch im Planungsverfahren.

### Autobahnraststätte

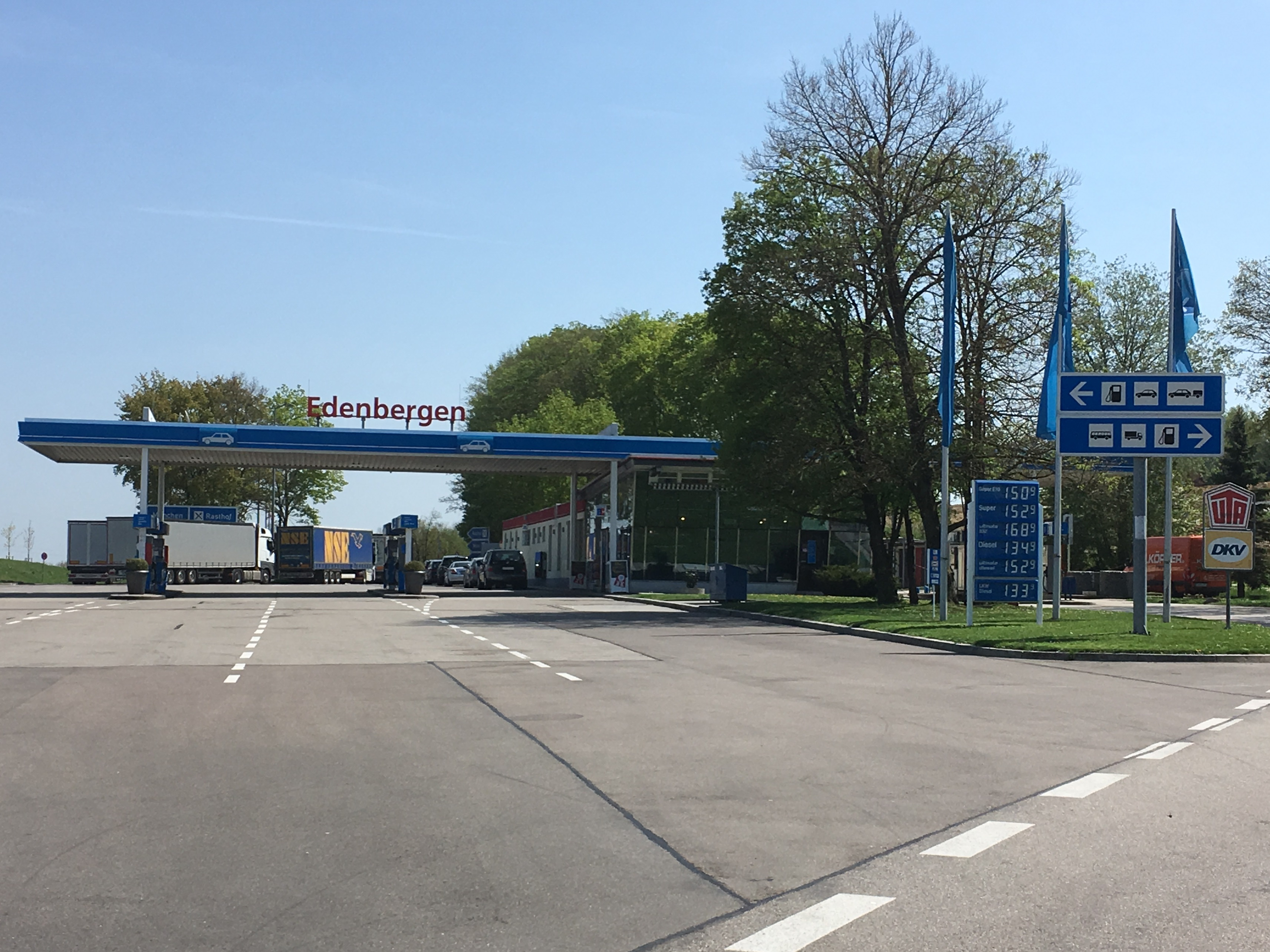
Die Tankstelle der Autobahnraststätte Edenbergen

Edenbergen ist vor allem durch die gleichnamige Autobahnraststätte an der A 8 im Süden der Gemarkung überregional bekannt. Der Rasthof mit einer Tankstelle, einem gastronomischen Betrieb und einem Motel liegt am Streckenkilometer 58 und ist nur für Reisende, die in Fahrtrichtung Augsburg unterwegs sind, zu erreichen. Von Edenbergen aus ist die Raststätte offiziell nicht anzufahren – die Zufahrtswege sind nur für Mitarbeiter und Motelgäste freigegeben.

## Vereinsleben

### Freiwillige Feuerwehr

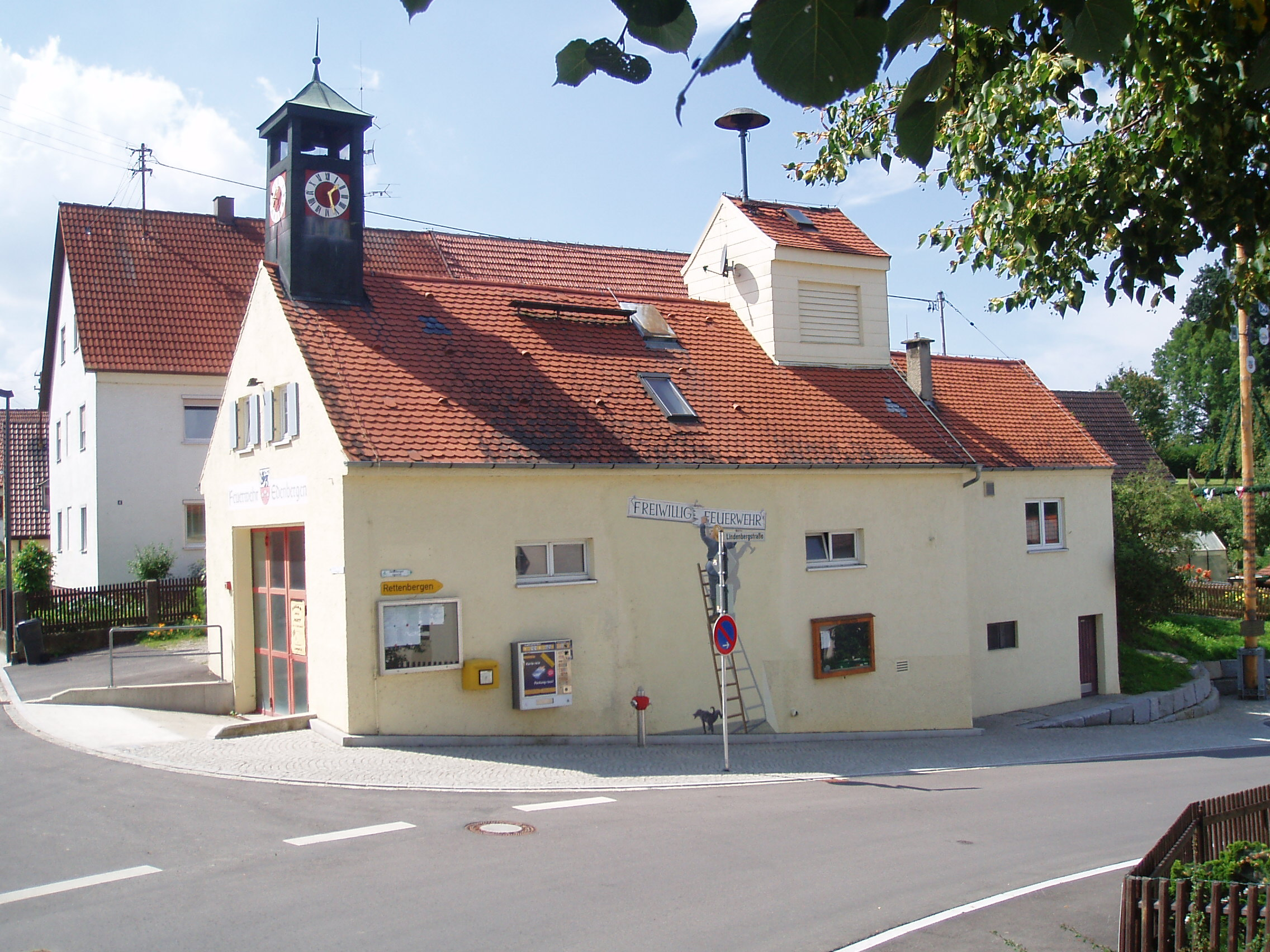
Das Feuerwehrhaus der Freiwilligen Feuerwehr in der Dorfmitte von Edenbergen

Die Freiwillige Feuerwehr Edenbergen wurde im Jahre 1875 vermutlich auf Anregung des Königlichen Bezirksamtes Augsburg vom damaligen Bürgermeister Josef Bosch ins Leben gerufen und sollte die seit Jahrzehnten in der Gemeinde bestehende Pflichtfeuerwehr, zu der alle männlichen Einwohner im Alter zwischen 17 und 55 Jahren herangezogen wurden, ablösen.
Schon in den Anfangsjahren trug die Feuerwehr zum gesellschaftlichen Leben des Dorfes bei: 1886 wurde der erste Feuerwehrball veranstaltet. Im selben Jahr wurde auch das erste Feuerwehrhaus errichtet. In den folgenden Jahrzehnten erfuhr die Feuerwehr immer wieder eine Aufwertung ihrer technischen Ausstattung, so unter anderem 1911 durch den Anschluss Edenbergens an die Wasserversorgung und die damit verbundene Einrichtung von Hydranten.
Im Ersten wie auch Zweiten Weltkrieg litt die Feuerwehr unter deutlichem Personalmangel, so dass auch Frauen in den aktiven Feuerwehrdienst aufgenommen wurden. Einer der größten Brände der Dorfgeschichte brach in der Zwischenkriegszeit aus: In der Nacht des 23. März 1933 brannten die Wirtschaftsgebäude der Gailenbacher Mühle fast vollständig aus. 1934 wurde das noch heute genutzte Feuerwehrhaus in der Dorfmitte erbaut, das den Vorgängerbau von 1886 ersetzte. Anlässlich des 100-jährigen Gründungsjubiläums, das erst 1976 gefeiert wurde, erhielt die Feuerwehr erstmals ein Löschgruppenfahrzeug 8 – bis dahin waren nur tragbare und anhängergestützte Feuerlöschpumpen im Einsatz gewesen.
Auch nach der Eingemeindung des Dorfes nach Gersthofen behielt die Feuerwehr ihren Status bei und verfügt heute über ein 1998 angeschafftes Löschfahrzeug 8/6 und einen Tragkraftspritzenanhänger. In der Umgebung ist die Feuerwehr für ihre im Verhältnis zur Einwohnerzahl des Dorfes hohe Mitgliederzahl und die außerordentlich hohe Zahl an Frauen im aktiven Dienst bekannt.

### Weitere Vereine
Edenbergen besitzt eine eigene Ortsgruppe des Bayerischen Bauernverbandes, der sich als die Einheitsorganisation der bayerischen Land- und Forstwirtschaft und als Vertreter der Belange seiner Mitglieder versteht. Die Ortsgruppe bündelt diese Aktivitäten vor Ort auch mit Unterstützung des zugehörigen Ortsbauern.
Der in Edenbergen ansässige Verein Die Helfenden Hände e. V. sieht die Verwirklichung des Vereinszwecks in der Förderung von Menschen in schwierigen Lebenslagen, wie Arbeitslosen, Straffälligen, Suchtkranken oder sonstigen Hilfebedürftigen.
Daneben ist Edenbergen Sitz des Vorstandes der in Augsburg ansässigen und deutschlandweit aktiven Raketen-Modellsport-Gemeinschaft (RAMOG). Der Verein hat sich der Förderung und Pflege des Raketenmodellflugsports, des Raketenmodellflugs und der Jugendarbeit verschrieben.
An der Gailenbacher Mühle hat der 1. Augsburger Angler Club eine Fischerhütte errichtet, so dass sich hier ein Großteil dessen Vereinslebens abspielt.

## Persönlichkeiten

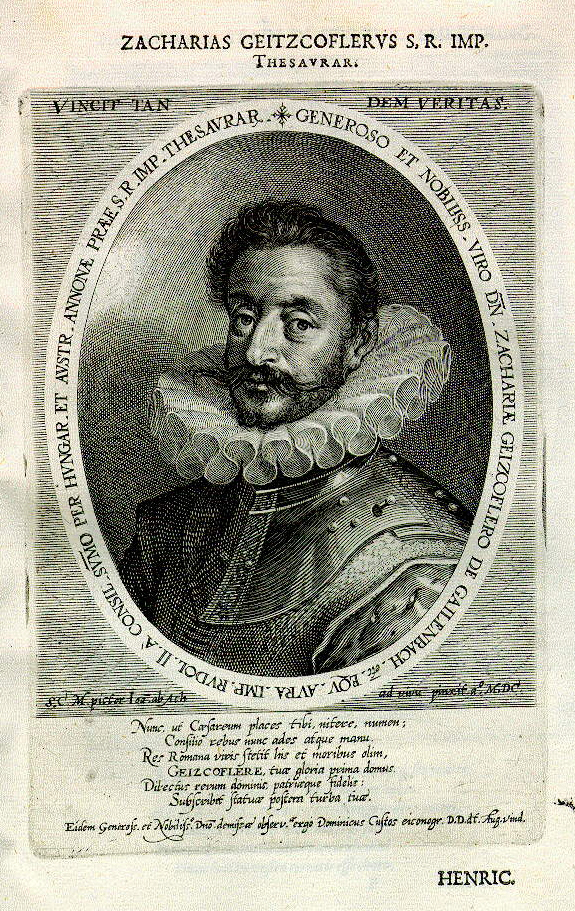
Zacharias Geizkofler

Markus Christoph Koch

Mit Edenbergen und Gailenbach ist das Leben folgender Persönlichkeiten verbunden:
- Lucas Edenberger (* um 1505 in Edenbergen; † 1548 in Weimar)
Philologe, Orientalist, Bibliothekar und Hochschullehrer an der Universität Wittenberg.[80][81]
- Zacharias Geizkofler von Gailenbach und Haunsheim (* 1. November 1560 in Brixen; † 8. Mai 1617)
Reichspfennigmeister des Heiligen Römischen Reichs und Erbauer des Gailenbacher Schlosses.[31][32]
- Matthias Koch (* 13. Juni 1581 in Memmingen; † 10. Juli 1633 in Augsburg)[82]
Kaufmann und Begründer der Koch'schen Dynastie auf Schloss Gailenbach.[83]
- Ferdinand Geizkofler von Gailenbach und Haunsheim (* 19. Juni 1592 in Augsburg; † 2. Februar 1653 in Regensburg[84] oder in Ulm[85])
Freiherr und württembergischer Hofkanzleidirektor.[86][87]
- Matthias Koch von Gailenbach (* 1610 in Augsburg; † 12. Juni 1680)
Patrizier und Kaufmann in Augsburg.[88]
- Johannes Koch von Gailenbach (* 5. Januar 1614 in Augsburg; † 1. November 1693 ebenda)
Patrizier, Oberkirchenpfleger und Geheimer Rat in Augsburg.[88][89]
- Johann Matthias Koch von Gailenbach (* 1646; † 1713)
Patrizier, Kaufmann und Geheimer Rat in Augsburg.[90]
- Johann Christoph Koch von Gailenbach (* 1653 oder 1654; † 26. März 1717)
Patrizier und Kaufmann in Augsburg.[90]
- Markus Christoph Koch von Gailenbach (* 1699; † 1768)
Kaiserlicher Rat und Stadtpfleger von Augsburg.[88]
- Johann Christoph Sigmund von Paris (* 1745; † 7. März 1804)
Assessor am Stadtgericht Augsburg.[91]
- Johann Benedikt von Paris (* 13. Juni 1781 in Augsburg; † 24. April 1838 wohl ebenda)
Kaufmann, Kämmerer des Königreiches Bayern, Major der Landwehr[92] und bedeutender Sammler.[93][94]
- August von Stetten (* 9. Dezember 1811 in Augsburg; † 14. September 1895 in Edenbergen)
Patrizier, Ministerialsekretär beim bayerischen Innenministerium und Assessor bei der Regierung von Schwaben.[95]
- Fanny Edle von Geiger-Weishaupt (* 10. Juli 1862 in Edenbergen; † 19. Juli 1931 in München)
Landschaftsmalerin, Schülerin von Ludwig von Herterich und Ehefrau von Viktor Weishaupt.[96]

## Trivia
Der 2002 erschienene Roman „Das letzte Opfer“ der deutschen Schriftstellerin Petra Hammesfahr, die zu den erfolgreichsten deutschen Autoren von Kriminalromanen gerechnet wird, spielt teilweise an der Autobahnraststätte Edenbergen.